# Kanton Outreau
Outreau (Nederlands: Wabingen) is een kanton van het Franse departement Pas-de-Calais. Het kanton maakt deel uit van het arrondissement Boulogne-sur-Mer. In maart 2015 ging een deel van het voormalige kanton Samer op in dit kanton. Hierbij werd het gemeente-aantal verhoogd van 2 naar 11 gemeenten.

## Gemeenten
Het kanton Outreau omvat de volgende gemeenten:
- Condette
- Dannes (Dalnes)
- Équihen-Plage (Ekingem)
- Hesdigneul-lès-Boulogne
- Hesdin-l'Abbé
- Isques (Iberge)
- Nesles (Nele)
- Neufchâtel-Hardelot (Nieuwkasteel-Hardelo)
- Outreau (Wabingen) (hoofdplaats)
- Saint-Étienne-au-Mont (Sint-Stevens Bergen)
- Saint-Léonard (Hokinghem)